# Pareas xuelinensis
Pareas xuelinensis — вид неотруйних змій з родини Pareatidae. Описаний у 2021 році.

## Поширення
Ендемік Китаю. Цей вид відомий лише з типової місцевості — село Сюелінь в повіті Ланьцан міського округу Пуер провінції Юньнань на півдні країни. Мешкає у лісах на висоті 1840 м над рівнем моря.